# NGC 577
NGC 577 (również NGC 580, PGC 5628 lub UGC 1080) – galaktyka spiralna z poprzeczką (SBa), znajdująca się w gwiazdozbiorze Wieloryba.
Odkrył ją Aaron Skinner 23 października 1867 roku, jednak informacja o jego obserwacji ukazała się w publikacji wydanej dopiero w 1886 roku. Niezależnie galaktykę tę odkrył Wilhelm Tempel 14 sierpnia 1877 roku. Odnotował on jednak dwa obiekty „mgławicowe” w tej okolicy, gdy w rzeczywistości jest tam tylko jeden, tak więc albo błędnie policzył pozycję obiektu z jednej obserwacji, albo zaobserwował jedną z okolicznych gwiazd i uznał ją za „mgławicę”. John Dreyer, zestawiając swój katalog, nie wiedział o obserwacji Skinnera, lecz skatalogował obie obserwacje Templa jako NGC 577 i NGC 580.